# En boca de todos (programa de televisión español)
En boca de todos es un programa de televisión español producido por Producciones Mandarina para su emisión de lunes a viernes en las mañanas de Cuatro. El programa, estrenado el 28 de marzo de 2022, es presentado por el periodista y criminólogo Nacho Abad y por David Aleman en su sustitución.

## Formato
El programa acerca a los espectadores las principales noticias sobre política y actualidad más comentadas del día, contextualizándolas a través de un equipo de expertos y colaboradores.
El 1 de diciembre de 2023 Diego Losada deja el programa después de verlo nacer para asumir nuevos proyectos dentro de Mediaset España y es sustituido por el periodista Nacho Abad, que se convierte así en el presentador titular.
El 29 de enero de 2024 adelantó su horario a las 11h30 de la mañana. Asimismo, el 28 de octubre de 2024 volvió a sumar una hora empezando a las 10h30.

## Equipo

### Presentadores
| Presentador  | Información               | Logo de Cuatro | Logo de Cuatro | Logo de Cuatro | Programas                                  |
| Presentador  | Información               | 2022           | 2023           | 2024           | Programas                                  |
| ------------ | ------------------------- | -------------- | -------------- | -------------- | ------------------------------------------ |
| Diego Losada | Periodista y presentador  |                |                |                | Programa 1-337; 357-424                    |
| Nacho Abad   | Periodista y criminólogo  |                |                |                | Programa 338-356; 425-426; 428-488; 491-¿? |
| David Aleman | Presentador de televisión |                |                |                | Programa 427; 489-490                      |

     Presentador titular
     Presentador suplente

### Colaboradores
| Colaborador/a     | Información              | Logo de Telecinco | Logo de Telecinco | Logo de Telecinco |
| Colaborador/a     | Información              | 2022              | 2023              | 2024              |
| ----------------- | ------------------------ | ----------------- | ----------------- | ----------------- |
| Alán Barroso      | Analista político        |                   |                   |                   |
| María Jamardo     | Periodista               |                   |                   |                   |
| Carlos Segarra    | Expolicía y abogado      |                   |                   |                   |
| Ángel Expósito    | Periodista y presentador |                   |                   |                   |
| Rebeca Marín      | Periodista y escritora   |                   |                   |                   |
| Bárbara Royo      | Abogada y criminóloga    |                   |                   |                   |
| Antonio Naranjo   | Periodista               |                   |                   |                   |
| Paloma Cervilla   | Periodista               |                   |                   |                   |
| Ramón Espinar     | Político y activista     |                   |                   |                   |
| Sonia Ferrer      | Modelo y presentadora    |                   |                   |                   |
| Fede Arias        | Periodista y reportero   |                   |                   |                   |
| Carmen Ro         | Periodista y escritora   |                   |                   |                   |
| Patricia Cerezo   | Periodista               |                   |                   |                   |
| Sarah Santaolalla | Analista política        |                   |                   |                   |

#### Antiguos
| Colaborador/a      | Información               | Logo de Telecinco | Logo de Telecinco | Logo de Telecinco |
| Colaborador/a      | Información               | 2022              | 2023              | 2024              |
| ------------------ | ------------------------- | ----------------- | ----------------- | ----------------- |
| Patricia Alcaraz   | Médico forense            |                   |                   |                   |
| Afra Blanco        | Activista sindicalista    |                   |                   |                   |
| Ana Villarubia     | Psicóloga                 |                   |                   |                   |
| Mónica González    | Periodista                |                   |                   |                   |
| Alberto Guzmán     | Periodista                |                   |                   |                   |
| José Manuel Parada | Colaborador de televisión |                   |                   |                   |

## Temporadas y audiencias
| Temporada | Temporada | Programas | Estreno                 | Final                   | Audiencia media | Audiencia media | Audiencia media |
| Temporada | Temporada | Programas | Estreno                 | Final                   | Espectadores    | Cuota           |                 |
| --------- | --------- | --------- | ----------------------- | ----------------------- | --------------- | --------------- | --------------- |
|           | 1         | 112       | 28 de marzo de 2022     | 2 de septiembre de 2022 | 191 000         | 2,6%            |                 |
|           | 2         | 249       | 5 de septiembre de 2022 | 25 de agosto de 2023    | 205 000         | 2,9%            |                 |
|           | 3         | 255       | 28 de agosto de 2023    | 30 de agosto de 2024    | 202 000         | 4,7%            |                 |
|           | 4         | 190*      | 2 de septiembre de 2024 | *                       | 174 000*        | 5,3%*           |                 |

### Temporada 1 (2022)
| 1   | 28 de marzo de 2022     | 217 000 (2,4%) |
| 2   | 29 de marzo de 2022     | 215 000 (2,3%) |
| 3   | 30 de marzo de 2022     | 225 000 (2,3%) |
| 4   | 31 de marzo de 2022     | 237 000 (2,6%) |
| 5   | 1 de abril de 2022      | 197 000 (2,3%) |
| 6   | 4 de abril de 2022      | 215 000 (2,3%) |
| 7   | 5 de abril de 2022      | 269 000 (2,8%) |
| 8   | 6 de abril de 2022      | 244 000 (2,6%) |
| 9   | 7 de abril de 2022      | 218 000 (2,5%) |
| 10  | 8 de abril de 2022      | 220 000 (2,6%) |
| 11  | 11 de abril de 2022     | 260 000 (2,7%) |
| 12  | 12 de abril de 2022     | 232 000 (2,4%) |
| 13  | 13 de abril de 2022     | 196 000 (2,2%) |
| 14  | 14 de abril de 2022     | 213 000 (2,5%) |
| 15  | 18 de abril de 2022     | 197 000 (2,3%) |
| 16  | 19 de abril de 2022     | 245 000 (2,6%) |
| 17  | 20 de abril de 2022     | 208 000 (2,1%) |
| 18  | 21 de abril de 2022     | 243 000 (2,6%) |
| 19  | 22 de abril de 2022     | 202 000 (2,2%) |
| 20  | 25 de abril de 2022     | 205 000 (2,3%) |
| 21  | 26 de abril de 2022     | 203 000 (2,2%) |
| 22  | 27 de abril de 2022     | 203 000 (2,2%) |
| 23  | 28 de abril de 2022     | 187 000 (2,1%) |
| 24  | 29 de abril de 2022     | 171 000 (2,2%) |
| 25  | 2 de mayo de 2022       | 258 000 (2,9%) |
| 26  | 3 de mayo de 2022       | 211 000 (2,4%) |
| 27  | 4 de mayo de 2022       | 209 000 (2,4%) |
| 28  | 5 de mayo de 2022       | 161 000 (2,0%) |
| 29  | 6 de mayo de 2022       | 158 000 (2,0%) |
| 30  | 9 de mayo de 2022       | 216 000 (2,6%) |
| 31  | 10 de mayo de 2022      | 186 000 (2,2%) |
| 32  | 11 de mayo de 2022      | 191 000 (2,3%) |
| 33  | 12 de mayo de 2022      | 197 000 (2,3%) |
| 34  | 13 de mayo de 2022      | 143 000 (1,8%) |
| 35  | 16 de mayo de 2022      | 194 000 (2,2%) |
| 36  | 17 de mayo de 2022      | 189 000 (2,1%) |
| 37  | 18 de mayo de 2022      | 188 000 (2,2%) |
| 38  | 19 de mayo de 2022      | 183 000 (2,2%) |
| 39  | 20 de mayo de 2022      | 163 000 (2,0%) |
| 40  | 23 de mayo de 2022      | 198 000 (2,3%) |
| 41  | 24 de mayo de 2022      | 159 000 (2,0%) |
| 42  | 25 de mayo de 2022      | 192 000 (2,3%) |
| 43  | 26 de mayo de 2022      | 183 000 (2,2%) |
| 44  | 27 de mayo de 2022      | 173 000 (2,2%) |
| 45  | 30 de mayo de 2022      | 197 000 (2,8%) |
| 46  | 31 de mayo de 2022      | 149 000 (2,1%) |
| 47  | 1 de junio de 2022      | 145 000 (2,1%) |
| 48  | 2 de junio de 2022      | 184 000 (2,7%) |
| 49  | 3 de junio de 2022      | 151 000 (2,3%) |
| 50  | 6 de junio de 2022      | 170 000 (2,4%) |
| 51  | 7 de junio de 2022      | 157 000 (2,2%) |
| 52  | 8 de junio de 2022      | 187 000 (2,6%) |
| 53  | 9 de junio de 2022      | 185 000 (2,7%) |
| 54  | 10 de junio de 2022     | 151 000 (2,2%) |
| 55  | 13 de junio de 2022     | 141 000 (2,0%) |
| 56  | 14 de junio de 2022     | 180 000 (2,5%) |
| 57  | 15 de junio de 2022     | 170 000 (2,4%) |
| 58  | 16 de junio de 2022     | 163 000 (2,3%) |
| 59  | 17 de junio de 2022     | 135 000 (1,9%) |
| 60  | 20 de junio de 2022     | 208 000 (2,9%) |
| 61  | 21 de junio de 2022     | 182 000 (2,6%) |
| 62  | 22 de junio de 2022     | 171 000 (2,5%) |
| 63  | 23 de junio de 2022     | 174 000 (2,5%) |
| 64  | 24 de junio de 2022     | 203 000 (3,1%) |
| 65  | 27 de junio de 2022     | 193 000 (2,8%) |
| 66  | 28 de junio de 2022     | 212 000 (3,1%) |
| 67  | 29 de junio de 2022     | 176 000 (2,6%) |
| 68  | 30 de junio de 2022     | 145 000 (2,2%) |
| 69  | 1 de julio de 2022      | 202 000 (3,3%) |
| 70  | 4 de julio de 2022      | 191 000 (2,9%) |
| 71  | 5 de julio de 2022      | 257 000 (3,7%) |
| 72  | 6 de julio de 2022      | 196 000 (2,9%) |
| 73  | 7 de julio de 2022      | 200 000 (3,0%) |
| 74  | 8 de julio de 2022      | 158 000 (2,5%) |
| 75  | 11 de julio de 2022     | 204 000 (3,0%) |
| 76  | 12 de julio de 2022     | 222 000 (3,2%) |
| 77  | 13 de julio de 2022     | 176 000 (2,6%) |
| 78  | 14 de julio de 2022     | 156 000 (2,3%) |
| 79  | 15 de julio de 2022     | 185 000 (2,9%) |
| 80  | 18 de julio de 2022     | 167 000 (2,5%) |
| 81  | 19 de julio de 2022     | 212 000 (3,1%) |
| 82  | 20 de julio de 2022     | 185 000 (2,9%) |
| 83  | 21 de julio de 2022     | 252 000 (3,8%) |
| 84  | 22 de julio de 2022     | 199 000 (3,2%) |
| 85  | 25 de julio de 2022     | 224 000 (3,4%) |
| 86  | 26 de julio de 2022     | 215 000 (3,3%) |
| 87  | 27 de julio de 2022     | 205 000 (3,2%) |
| 88  | 28 de julio de 2022     | 140 000 (2,3%) |
| 89  | 29 de julio de 2022     | 147 000 (2,5%) |
| 90  | 1 de agosto de 2022     | 205 000 (3,2%) |
| 91  | 2 de agosto de 2022     | 193 000 (3,0%) |
| 92  | 3 de agosto de 2022     | 224 000 (3,5%) |
| 93  | 4 de agosto de 2022     | 168 000 (2,7%) |
| 94  | 5 de agosto de 2022     | 190 000 (3,2%) |
| 95  | 8 de agosto de 2022     | 179 000 (3,0%) |
| 96  | 9 de agosto de 2022     | 161 000 (2,6%) |
| 97  | 10 de agosto de 2022    | 187 000 (3,2%) |
| 98  | 11 de agosto de 2022    | 187 000 (3,1%) |
| 99  | 12 de agosto de 2022    | 185 000 (3,2%) |
| 100 | 16 de agosto de 2022    | 166 000 (2,7%) |
| 101 | 17 de agosto de 2022    | 204 000 (3,4%) |
| 102 | 18 de agosto de 2022    | 191 000 (3,3%) |
| 103 | 19 de agosto de 2022    | 199 000 (3,4%) |
| 104 | 22 de agosto de 2022    | 216 000 (3,5%) |
| 105 | 23 de agosto de 2022    | 174 000 (2,7%) |
| 106 | 24 de agosto de 2022    | 155 000 (2,5%) |
| 107 | 25 de agosto de 2022    | 181 000 (3,2%) |
| 108 | 26 de agosto de 2022    | 160 000 (2,8%) |
| 109 | 29 de agosto de 2022    | 202 000 (3,2%) |
| 110 | 30 de agosto de 2022    | 145 000 (2,5%) |
| 111 | 31 de agosto de 2022    | 209 000 (3,2%) |
| 112 | 2 de septiembre de 2022 | 159 000 (2,6%) |

### Temporada 2 (2022-2023)
| 113 | 5 de septiembre de 2022  | 216 000 (3,4%) |
| 114 | 6 de septiembre de 2022  | 182 000 (2,9%) |
| 115 | 7 de septiembre de 2022  | 162 000 (2,7%) |
| 116 | 9 de septiembre de 2022  | 146 000 (2,9%) |
| 117 | 12 de septiembre de 2022 | 239 000 (3,7%) |
| 118 | 13 de septiembre de 2022 | 194 000 (3,0%) |
| 119 | 14 de septiembre de 2022 | 162 000 (2,5%) |
| 120 | 15 de septiembre de 2022 | 185 000 (3,1%) |
| 121 | 16 de septiembre de 2022 | 193 000 (3,2%) |
| 122 | 19 de septiembre de 2022 | 174 000 (3,1%) |
| 123 | 20 de septiembre de 2022 | 191 000 (3,1%) |
| 124 | 21 de septiembre de 2022 | 144 000 (2,4%) |
| 125 | 22 de septiembre de 2022 | 195 000 (3,2%) |
| 126 | 23 de septiembre de 2022 | 164 000 (2,7%) |
| 127 | 26 de septiembre de 2022 | 174 000 (2,7%) |
| 128 | 27 de septiembre de 2022 | 202 000 (3,3%) |
| 129 | 28 de septiembre de 2022 | 192 000 (3,1%) |
| 130 | 29 de septiembre de 2022 | 176 000 (2,7%) |
| 131 | 30 de septiembre de 2022 | 170 000 (2,8%) |
| 132 | 3 de octubre de 2022     | 187 000 (3,0%) |
| 133 | 4 de octubre de 2022     | 205 000 (3,3%) |
| 134 | 5 de octubre de 2022     | 196 000 (3,3%) |
| 135 | 6 de octubre de 2022     | 202 000 (3,1%) |
| 136 | 7 de octubre de 2022     | 165 000 (2,7%) |
| 137 | 10 de octubre de 2022    | 180 000 (2,7%) |
| 138 | 11 de octubre de 2022    | 181 000 (2,9%) |
| 139 | 13 de octubre de 2022    | 162 000 (2,7%) |
| 140 | 14 de octubre de 2022    | 209 000 (3,6%) |
| 141 | 17 de octubre de 2022    | 183 000 (2,8%) |
| 142 | 18 de octubre de 2022    | 207 000 (3,2%) |
| 143 | 19 de octubre de 2022    | 169 000 (2,6%) |
| 144 | 20 de octubre de 2022    | 195 000 (2,9%) |
| 145 | 21 de octubre de 2022    | 144 000 (2,3%) |
| 146 | 24 de octubre de 2022    | 185 000 (2,8%) |
| 147 | 25 de octubre de 2022    | 166 000 (2,5%) |
| 148 | 26 de octubre de 2022    | 210 000 (3,4%) |
| 149 | 27 de octubre de 2022    | 173 000 (2,8%) |
| 150 | 28 de octubre de 2022    | 162 000 (2,7%) |
| 151 | 31 de octubre de 2022    | 168 000 (2,4%) |
| 152 | 2 de noviembre de 2022   | 205 000 (2,9%) |
| 153 | 3 de noviembre de 2022   | 228 000 (3,0%) |
| 154 | 4 de noviembre de 2022   | 220 000 (3,0%) |
| 155 | 7 de noviembre de 2022   | 186 000 (2,5%) |
| 156 | 8 de noviembre de 2022   | 191 000 (2,5%) |
| 157 | 9 de noviembre de 2022   | 188 000 (2,4%) |
| 158 | 10 de noviembre de 2022  | 184 000 (2,7%) |
| 159 | 11 de noviembre de 2022  | 155 000 (2,2%) |
| 160 | 14 de noviembre de 2022  | 214 000 (2,8%) |
| 161 | 15 de noviembre de 2022  | 182 000 (2,4%) |
| 162 | 16 de noviembre de 2022  | 250 000 (3,4%) |
| 163 | 17 de noviembre de 2022  | 177 000 (2,5%) |
| 164 | 18 de noviembre de 2022  | 206 000 (2,8%) |
| 165 | 21 de noviembre de 2022  | 188 000 (2,4%) |
| 166 | 22 de noviembre de 2022  | 178 000 (2,3%) |
| 167 | 23 de noviembre de 2022  | 190 000 (2,6%) |
| 168 | 24 de noviembre de 2022  | 195 000 (2,7%) |
| 169 | 25 de noviembre de 2022  | 196 000 (2,9%) |
| 170 | 28 de noviembre de 2022  | 147 000 (2,0%) |
| 171 | 29 de noviembre de 2022  | 206 000 (2,9%) |
| 172 | 30 de noviembre de 2022  | 164 000 (2,3%) |
| 173 | 1 de diciembre de 2022   | 157 000 (2,2%) |
| 174 | 2 de diciembre de 2022   | 134 000 (2,0%) |
| 175 | 5 de diciembre de 2022   | 180 000 (2,4%) |
| 176 | 7 de diciembre de 2022   | 140 000 (2,0%) |
| 177 | 9 de diciembre de 2022   | 159 000 (2,2%) |
| 178 | 12 de diciembre de 2022  | 210 000 (2,8%) |
| 179 | 13 de diciembre de 2022  | 210 000 (2,7%) |
| 180 | 14 de diciembre de 2022  | 186 000 (2,7%) |
| 181 | 15 de diciembre de 2022  | 163 000 (2,2%) |
| 182 | 16 de diciembre de 2022  | 157 000 (2,3%) |
| 183 | 19 de diciembre de 2022  | 182 000 (2,6%) |
| 184 | 20 de diciembre de 2022  | 194 000 (2,7%) |
| 185 | 21 de diciembre de 2022  | 196 000 (2,9%) |
| 186 | 22 de diciembre de 2022  | 169 000 (2,2%) |
| 187 | 23 de diciembre de 2022  | 177 000 (2,7%) |
| 188 | 27 de diciembre de 2022  | 193 000 (2,6%) |
| 189 | 28 de diciembre de 2022  | 180 000 (2,4%) |
| 190 | 29 de diciembre de 2022  | 228 000 (3,0%) |
| 191 | 30 de diciembre de 2022  | 150 000 (2,1%) |
| 192 | 2 de enero de 2023       | 201 000 (2,6%) |
| 193 | 3 de enero de 2023       | 189 000 (2,5%) |
| 194 | 4 de enero de 2023       | 185 000 (2,6%) |
| 195 | 5 de enero de 2023       | 148 000 (2,1%) |
| 196 | 9 de enero de 2023       | 143 000 (2,0%) |
| 197 | 10 de enero de 2023      | 184 000 (2,6%) |
| 198 | 11 de enero de 2023      | 186 000 (2,6%) |
| 199 | 12 de enero de 2023      | 177 000 (2,6%) |
| 200 | 13 de enero de 2023      | 142 000 (2,1%) |
| 201 | 16 de enero de 2023      | 204 000 (2,6%) |
| 202 | 17 de enero de 2023      | 196 000 (2,5%) |
| 203 | 18 de enero de 2023      | 192 000 (2,4%) |
| 204 | 19 de enero de 2023      | 187 000 (2,4%) |
| 205 | 20 de enero de 2023      | 167 000 (2,4%) |
| 206 | 23 de enero de 2023      | 191 000 (2,5%) |
| 207 | 24 de enero de 2023      | 178 000 (2,3%) |
| 208 | 25 de enero de 2023      | 193 000 (2,7%) |
| 209 | 26 de enero de 2023      | 199 000 (2,6%) |
| 210 | 27 de enero de 2023      | 179 000 (2,6%) |
| 211 | 30 de enero de 2023      | 196 000 (2,6%) |
| 212 | 31 de enero de 2023      | 155 000 (2,1%) |
| 213 | 1 de febrero de 2023     | 176 000 (2,4%) |
| 214 | 2 de febrero de 2023     | 188 000 (2,6%) |
| 215 | 3 de febrero de 2023     | 190 000 (2,8%) |
| 216 | 6 de febrero de 2023     | 217 000 (2,8%) |
| 217 | 7 de febrero de 2023     | 217 000 (2,7%) |
| 218 | 8 de febrero de 2023     | 213 000 (2,7%) |
| 219 | 9 de febrero de 2023     | 191 000 (2,6%) |
| 220 | 10 de febrero de 2023    | 182 000 (2,6%) |
| 221 | 13 de febrero de 2023    | 238 000 (3,2%) |
| 222 | 14 de febrero de 2023    | 242 000 (3,3%) |
| 223 | 15 de febrero de 2023    | 226 000 (3,1%) |
| 224 | 16 de febrero de 2023    | 184 000 (2,6%) |
| 225 | 17 de febrero de 2023    | 163 000 (2,3%) |
| 226 | 20 de febrero de 2023    | 176 000 (2,4%) |
| 227 | 21 de febrero de 2023    | 192 000 (2,6%) |
| 228 | 22 de febrero de 2023    | 246 000 (3,4%) |
| 229 | 23 de febrero de 2023    | 190 000 (2,5%) |
| 230 | 24 de febrero de 2023    | 157 000 (2,3%) |
| 231 | 27 de febrero de 2023    | 195 000 (2,5%) |
| 232 | 28 de febrero de 2023    | 187 000 (2,5%) |
| 233 | 1 de marzo de 2023       | 200 000 (2,7%) |
| 234 | 2 de marzo de 2023       | 196 000 (2,7%) |
| 235 | 3 de marzo de 2023       | 178 000 (2,6%) |
| 236 | 6 de marzo de 2023       | 215 000 (2,8%) |
| 237 | 7 de marzo de 2023       | 162 000 (2,1%) |
| 238 | 8 de marzo de 2023       | 223 000 (3,0%) |
| 239 | 9 de marzo de 2023       | 201 000 (2,7%) |
| 240 | 10 de marzo de 2023      | 189 000 (2,8%) |
| 241 | 13 de marzo de 2023      | 190 000 (2,6%) |
| 242 | 14 de marzo de 2023      | 194 000 (2,7%) |
| 243 | 15 de marzo de 2023      | 173 000 (2,4%) |
| 244 | 16 de marzo de 2023      | 244 000 (3,3%) |
| 245 | 17 de marzo de 2023      | 209 000 (3,0%) |
| 246 | 20 de marzo de 2023      | 232 000 (3,2%) |
| 247 | 21 de marzo de 2023      | 173 000 (2,3%) |
| 248 | 22 de marzo de 2023      | 191 000 (2,6%) |
| 249 | 23 de marzo de 2023      | 201 000 (2,8%) |
| 250 | 24 de marzo de 2023      | 151 000 (2,2%) |
| 251 | 27 de marzo de 2023      | 238 000 (3,3%) |
| 252 | 28 de marzo de 2023      | 169 000 (2,5%) |
| 253 | 29 de marzo de 2023      | 168 000 (2,4%) |
| 254 | 30 de marzo de 2023      | 197 000 (2,8%) |
| 255 | 31 de marzo de 2023      | 173 000 (2,6%) |
| 256 | 3 de abril de 2023       | 144 000 (2,0%) |
| 257 | 4 de abril de 2023       | 173 000 (2,5%) |
| 258 | 5 de abril de 2023       | 193 000 (2,8%) |
| 259 | 10 de abril de 2023      | 158 000 (2,3%) |
| 260 | 11 de abril de 2023      | 167 000 (2,4%) |
| 261 | 12 de abril de 2023      | 229 000 (3,1%) |
| 262 | 13 de abril de 2023      | 190 000 (2,7%) |
| 263 | 14 de abril de 2023      | 158 000 (2,3%) |
| 264 | 17 de abril de 2023      | 220 000 (3,1%) |
| 265 | 18 de abril de 2023      | 137 000 (1,9%) |
| 266 | 19 de abril de 2023      | 170 000 (2,4%) |
| 267 | 20 de abril de 2023      | 154 000 (2,2%) |
| 268 | 21 de abril de 2023      | 160 000 (2,4%) |
| 269 | 24 de abril de 2023      | 209 000 (2,9%) |
| 270 | 25 de abril de 2023      | 164 000 (2,4%) |
| 271 | 26 de abril de 2023      | 210 000 (3,0%) |
| 272 | 27 de abril de 2023      | 192 000 (2,7%) |
| 273 | 28 de abril de 2023      | 154 000 (2,4%) |
| 274 | 2 de mayo de 2023        | 194 000 (2,7%) |
| 275 | 3 de mayo de 2023        | 185 000 (2,6%) |
| 276 | 4 de mayo de 2023        | 239 000 (3,4%) |
| 277 | 5 de mayo de 2023        | 189 000 (2,7%) |
| 278 | 8 de mayo de 2023        | 216 000 (2,9%) |
| 279 | 9 de mayo de 2023        | 177 000 (2,4%) |
| 280 | 10 de mayo de 2023       | 191 000 (2,6%) |
| 281 | 11 de mayo de 2023       | 233 000 (3,2%) |
| 282 | 12 de mayo de 2023       | 208 000 (2,9%) |
| 283 | 15 de mayo de 2023       | 208 000 (2,8%) |
| 284 | 16 de mayo de 2023       | 222 000 (3,0%) |
| 285 | 17 de mayo de 2023       | 221 000 (3,0%) |
| 286 | 18 de mayo de 2023       | 260 000 (3,5%) |
| 287 | 19 de mayo de 2023       | 293 000 (4,1%) |
| 288 | 22 de mayo de 2023       | 278 000 (3,4%) |
| 289 | 23 de mayo de 2023       | 265 000 (3,4%) |
| 290 | 24 de mayo de 2023       | 203 000 (2,6%) |
| 291 | 25 de mayo de 2023       | 190 000 (2,6%) |
| 292 | 26 de mayo de 2023       | 199 000 (2,7%) |
| 293 | 29 de mayo de 2023       | 243 000 (3,1%) |
| 294 | 30 de mayo de 2023       | 270 000 (3,6%) |
| 295 | 31 de mayo de 2023       | 215 000 (2,9%) |
| 296 | 1 de junio de 2023       | 240 000 (3,3%) |
| 297 | 2 de junio de 2023       | 201 000 (2,8%) |
| 298 | 5 de junio de 2023       | 257 000 (3,4%) |
| 299 | 6 de junio de 2023       | 226 000 (3,1%) |
| 300 | 7 de junio de 2023       | 215 000 (2,8%) |
| 301 | 8 de junio de 2023       | 281 000 (3,6%) |
| 302 | 9 de junio de 2023       | 310 000 (3,0%) |
| 303 | 12 de junio de 2023      | 242 000 (3,4%) |
| 304 | 13 de junio de 2023      | 223 000 (3,0%) |
| 305 | 14 de junio de 2023      | 218 000 (3,1%) |
| 306 | 15 de junio de 2023      | 204 000 (2,8%) |
| 307 | 16 de junio de 2023      | 195 000 (2,9%) |
| 308 | 19 de junio de 2023      | 275 000 (3,7%) |
| 309 | 20 de junio de 2023      | 249 000 (3,4%) |
| 310 | 21 de junio de 2023      | 241 000 (3,4%) |
| 311 | 22 de junio de 2023      | 253 000 (3,6%) |
| 312 | 23 de junio de 2023      | 246 000 (3,7%) |
| 313 | 26 de junio de 2023      | 248 000 (3,6%) |
| 314 | 27 de junio de 2023      | 270 000 (3,7%) |
| 315 | 28 de junio de 2023      | 245 000 (3,5%) |
| 316 | 29 de junio de 2023      | 241 000 (3,4%) |
| 317 | 30 de junio de 2023      | 228 000 (3,5%) |
| 318 | 3 de julio de 2023       | 227 000 (3,2%) |
| 319 | 4 de julio de 2023       | 202 000 (2,8%) |
| 320 | 5 de julio de 2023       | 243 000 (3,4%) |
| 321 | 6 de julio de 2023       | 229 000 (3,2%) |
| 322 | 7 de julio de 2023       | 200 000 (3,0%) |
| 323 | 10 de julio de 2023      | 243 000 (3,5%) |
| 324 | 11 de julio de 2023      | 278 000 (3,8%) |
| 325 | 12 de julio de 2023      | 190 000 (2,7%) |
| 326 | 13 de julio de 2023      | 234 000 (3,4%) |
| 327 | 14 de julio de 2023      | 251 000 (3,7%) |
| 328 | 17 de julio de 2023      | 265 000 (3,6%) |
| 329 | 18 de julio de 2023      | 280 000 (3,9%) |
| 330 | 19 de julio de 2023      | 273 000 (3,8%) |
| 331 | 20 de julio de 2023      | 237 000 (3,4%) |
| 332 | 21 de julio de 2023      | 221 000 (3,3%) |
| 333 | 24 de julio de 2023      | 295 000 (4,0%) |
| 334 | 25 de julio de 2023      | 238 000 (3,4%) |
| 335 | 26 de julio de 2023      | 221 000 (3,3%) |
| 336 | 27 de julio de 2023      | 230 000 (3,4%) |
| 337 | 28 de julio de 2023      | 196 000 (3,0%) |
| 338 | 31 de julio de 2023      | 262 000 (3,8%) |
| 339 | 1 de agosto de 2023      | 271 000 (3,9%) |
| 340 | 2 de agosto de 2023      | 237 000 (3,4%) |
| 341 | 3 de agosto de 2023      | 267 000 (4,0%) |
| 342 | 4 de agosto de 2023      | 245 000 (3,9%) |
| 343 | 7 de agosto de 2023      | 274 000 (4,0%) |
| 344 | 8 de agosto de 2023      | 314 000 (4,7%) |
| 345 | 9 de agosto de 2023      | 331 000 (4,8%) |
| 346 | 10 de agosto de 2023     | 301 000 (4,4%) |
| 347 | 11 de agosto de 2023     | 281 000 (4,2%) |
| 348 | 14 de agosto de 2023     | 310 000 (4,9%) |
| 349 | 16 de agosto de 2023     | 335 000 (5,2%) |
| 350 | 17 de agosto de 2023     | 308 000 (4,6%) |
| 351 | 18 de agosto de 2023     | 305 000 (4,7%) |
| 352 | 21 de agosto de 2023     | 287 000 (4,1%) |
| 353 | 22 de agosto de 2023     | 320 000 (4,6%) |
| 354 | 23 de agosto de 2023     | 283 000 (4,0%) |
| 355 | 24 de agosto de 2023     | 298 000 (4,2%) |
| 356 | 25 de agosto de 2023     | 310 000 (4,5%) |

### Temporada 3 (2023-2024)
| 357 | 28 de agosto de 2023     | 240 000 (4,4%) |
| 358 | 29 de agosto de 2023     | 246 000 (4,5%) |
| 359 | 30 de agosto de 2023     | 275 000 (4,8%) |
| 360 | 31 de agosto de 2023     | 279 000 (5,1%) |
| 361 | 1 de septiembre de 2023  | 239 000 (4,2%) |
| 362 | 4 de septiembre de 2023  | 242 000 (4,3%) |
| 363 | 5 de septiembre de 2023  | 230 000 (4,0%) |
| 364 | 6 de septiembre de 2023  | 234 000 (4,2%) |
| 365 | 7 de septiembre de 2023  | 251 000 (4,5%) |
| 366 | 8 de septiembre de 2023  | 210 000 (3,7%) |
| 367 | 11 de septiembre de 2023 | 236 000 (4,2%) |
| 368 | 12 de septiembre de 2023 | 261 000 (4,6%) |
| 369 | 13 de septiembre de 2023 | 296 000 (5,4%) |
| 370 | 14 de septiembre de 2023 | 246 000 (4,5%) |
| 371 | 15 de septiembre de 2023 | 252 000 (4,5%) |
| 372 | 18 de septiembre de 2023 | 198 000 (3,7%) |
| 373 | 19 de septiembre de 2023 | 238 000 (4,4%) |
| 374 | 20 de septiembre de 2023 | 220 000 (4,1%) |
| 375 | 21 de septiembre de 2023 | 252 000 (4,7%) |
| 376 | 22 de septiembre de 2023 | 214 000 (4,1%) |
| 377 | 25 de septiembre de 2023 | 193 000 (3,7%) |
| 378 | 26 de septiembre de 2023 | 243 000 (4,3%) |
| 379 | 27 de septiembre de 2023 | 190 000 (3,4%) |
| 380 | 28 de septiembre de 2023 | 205 000 (3,8%) |
| 381 | 29 de septiembre de 2023 | 194 000 (3,5%) |
| 382 | 2 de octubre de 2023     | 250 000 (4,5%) |
| 383 | 3 de octubre de 2023     | 219 000 (4,1%) |
| 384 | 4 de octubre de 2023     | 234 000 (4,6%) |
| 385 | 5 de octubre de 2023     | 231 000 (4,5%) |
| 386 | 6 de octubre de 2023     | 229 000 (4,6%) |
| 387 | 9 de octubre de 2023     | 235 000 (4,2%) |
| 388 | 10 de octubre de 2023    | 229 000 (4,3%) |
| 389 | 11 de octubre de 2023    | 219 000 (4,2%) |
| 390 | 13 de octubre de 2023    | 212 000 (4,1%) |
| 391 | 16 de octubre de 2023    | 365 000 (6,3%) |
| 392 | 17 de octubre de 2023    | 287 000 (5,0%) |
| 393 | 18 de octubre de 2023    | 255 000 (4,5%) |
| 394 | 19 de octubre de 2023    | 270 000 (4,6%) |
| 395 | 20 de octubre de 2023    | 234 000 (4,3%) |
| 396 | 23 de octubre de 2023    | 276 000 (4,7%) |
| 397 | 24 de octubre de 2023    | 234 000 (4,2%) |
| 398 | 25 de octubre de 2023    | 198 000 (3,6%) |
| 399 | 26 de octubre de 2023    | 285 000 (5,1%) |
| 400 | 27 de octubre de 2023    | 206 000 (4,2%) |
| 401 | 30 de octubre de 2023    | 262 000 (4,6%) |
| 402 | 31 de octubre de 2023    | 210 000 (3,4%) |
| 403 | 2 de noviembre de 2023   | 263 000 (4,3%) |
| 404 | 3 de noviembre de 2023   | 270 000 (4,8%) |
| 405 | 6 de noviembre de 2023   | 284 000 (5,2%) |
| 406 | 7 de noviembre de 2023   | 262 000 (4,8%) |
| 407 | 8 de noviembre de 2023   | 283 000 (5,1%) |
| 408 | 9 de noviembre de 2023   | 302 000 (5,1%) |
| 409 | 10 de noviembre de 2023  | 288 000 (5,3%) |
| 410 | 13 de noviembre de 2023  | 292 000 (5,0%) |
| 411 | 14 de noviembre de 2023  | 244 000 (4,3%) |
| 412 | 15 de noviembre de 2023  | 260 000 (4,2%) |
| 413 | 16 de noviembre de 2023  | 212 000 (3,3%) |
| 414 | 17 de noviembre de 2023  | 235 000 (4,2%) |
| 415 | 20 de noviembre de 2023  | 295 000 (5,1%) |
| 416 | 21 de noviembre de 2023  | 288 000 (5,0%) |
| 417 | 22 de noviembre de 2023  | 260 000 (4,5%) |
| 418 | 23 de noviembre de 2023  | 285 000 (5,1%) |
| 419 | 24 de noviembre de 2023  | 243 000 (4,7%) |
| 420 | 27 de noviembre de 2023  | 225 000 (4,1%) |
| 421 | 28 de noviembre de 2023  | 238 000 (4,1%) |
| 422 | 29 de noviembre de 2023  | 244 000 (4,2%) |
| 423 | 30 de noviembre de 2023  | 282 000 (5,0%) |
| 424 | 1 de diciembre de 2023   | 265 000 (4,8%) |
| 425 | 4 de diciembre de 2023   | 229 000 (4,0%) |
| 426 | 5 de diciembre de 2023   | 245 000 (4,6%) |
| 427 | 7 de diciembre de 2023   | 305 000 (5,4%) |
| 428 | 11 de diciembre de 2023  | 286 000 (5,2%) |
| 429 | 12 de diciembre de 2023  | 251 000 (4,6%) |
| 430 | 13 de diciembre de 2023  | 239 000 (4,4%) |
| 431 | 14 de diciembre de 2023  | 249 000 (4,7%) |
| 432 | 15 de diciembre de 2023  | 233 000 (4,7%) |
| 433 | 18 de diciembre de 2023  | 262 000 (4,8%) |
| 434 | 19 de diciembre de 2023  | 242 000 (4,5%) |
| 435 | 20 de diciembre de 2023  | 255 000 (4,8%) |
| 436 | 21 de diciembre de 2023  | 317 000 (6,1%) |
| 437 | 22 de diciembre de 2023  | 134 000 (2,0%) |
| 438 | 26 de diciembre de 2023  | 276 000 (5,1%) |
| 439 | 27 de diciembre de 2023  | 239 000 (4,3%) |
| 440 | 28 de diciembre de 2023  | 258 000 (4,4%) |
| 441 | 29 de diciembre de 2023  | 248 000 (4,4%) |
| 442 | 2 de enero de 2024       | 287 000 (4,8%) |
| 443 | 3 de enero de 2024       | 248 000 (4,2%) |
| 444 | 4 de enero de 2024       | 240 000 (3,9%) |
| 445 | 5 de enero de 2024       | 266 000 (4,6%) |
| 446 | 8 de enero de 2024       | 294 000 (5,2%) |
| 447 | 9 de enero de 2024       | 297 000 (5,1%) |
| 448 | 10 de enero de 2024      | 255 000 (4,9%) |
| 449 | 11 de enero de 2024      | 249 000 (4,2%) |
| 450 | 12 de enero de 2024      | 276 000 (5,0%) |
| 451 | 15 de enero de 2024      | 307 000 (5,0%) |
| 452 | 16 de enero de 2024      | 307 000 (5,2%) |
| 453 | 17 de enero de 2024      | 305 000 (5,2%) |
| 454 | 18 de enero de 2024      | 224 000 (3,9%) |
| 455 | 19 de enero de 2024      | 272 000 (4,4%) |
| 456 | 22 de enero de 2024      | 264 000 (4,6%) |
| 457 | 23 de enero de 2024      | 239 000 (4,3%) |
| 458 | 24 de enero de 2024      | 249 000 (4,6%) |
| 459 | 25 de enero de 2024      | 190 000 (3,6%) |
| 460 | 26 de enero de 2024      | 229 000 (4,5%) |
| 461 | 29 de enero de 2024      | 178 000 (4,9%) |
| 462 | 30 de enero de 2024      | 157 000 (4,6%) |
| 463 | 31 de enero de 2024      | 159 000 (4,4%) |
| 464 | 1 de febrero de 2024     | 152 000 (4,5%) |
| 465 | 2 de febrero de 2024     | 183 000 (5,4%) |
| 466 | 5 de febrero de 2024     | 156 000 (4,3%) |
| 467 | 6 de febrero de 2024     | 210 000 (5,7%) |
| 468 | 7 de febrero de 2024     | 168 000 (4,5%) |
| 469 | 8 de febrero de 2024     | 183 000 (4,9%) |
| 470 | 9 de febrero de 2024     | 242 000 (5,7%) |
| 471 | 12 de febrero de 2024    | 197 000 (5,1%) |
| 472 | 13 de febrero de 2024    | 242 000 (6,5%) |
| 473 | 14 de febrero de 2024    | 164 000 (4,8%) |
| 474 | 15 de febrero de 2024    | 188 000 (5,0%) |
| 475 | 16 de febrero de 2024    | 205 000 (5,8%) |
| 476 | 19 de febrero de 2024    | 210 000 (5,9%) |
| 477 | 20 de febrero de 2024    | 173 000 (5,0%) |
| 478 | 21 de febrero de 2024    | 185 000 (5,6%) |
| 479 | 22 de febrero de 2024    | 171 000 (4,6%) |
| 480 | 23 de febrero de 2024    | 211 000 (5,4%) |
| 481 | 26 de febrero de 2024    | 190 000 (4,9%) |
| 482 | 27 de febrero de 2024    | 186 000 (5,0%) |
| 483 | 28 de febrero de 2024    | 197 000 (5,2%) |
| 484 | 29 de febrero de 2024    | 134 000 (4,0%) |
| 485 | 1 de marzo de 2024       | 170 000 (4,9%) |
| 486 | 4 de marzo de 2024       | 167 000 (4,4%) |
| 487 | 5 de marzo de 2024       | 194 000 (5,6%) |
| 488 | 6 de marzo de 2024       | 224 000 (6,8%) |
| 489 | 7 de marzo de 2024       | 179 000 (5,0%) |
| 490 | 8 de marzo de 2024       | 217 000 (5,8%) |
| 491 | 11 de marzo de 2024      | 207 000 (5,9%) |
| 492 | 12 de marzo de 2024      | 156 000 (4,5%) |
| 493 | 13 de marzo de 2024      | 163 000 (5,0%) |
| 494 | 14 de marzo de 2024      | 206 000 (5,9%) |
| 495 | 15 de marzo de 2024      | 141 000 (4,3%) |
| 496 | 18 de marzo de 2024      | 156 000 (4,6%) |
| 497 | 19 de marzo de 2024      | 149 000 (4,5%) |
| 498 | 20 de marzo de 2024      | 162 000 (4,8%) |
| 499 | 21 de marzo de 2024      | 165 000 (4,7%) |
| 500 | 22 de marzo de 2024      | 143 000 (4,5%) |
| 501 | 25 de marzo de 2024      | 199 000 (4,8%) |
| 502 | 26 de marzo de 2024      | 205 000 (5,2%) |
| 503 | 27 de marzo de 2024      | 197 000 (5,2%) |
| 504 | 28 de marzo de 2024      | 230 000 (4,6%) |
| 505 | 1 de abril de 2024       | 169 000 (4,6%) |
| 506 | 2 de abril de 2024       | 148 000 (4,3%) |
| 507 | 3 de abril de 2024       | 140 000 (4,3%) |
| 508 | 4 de abril de 2024       | 185 000 (5,8%) |
| 509 | 5 de abril de 2024       | 150 000 (4,8%) |
| 510 | 8 de abril de 2024       | 160 000 (4,5%) |
| 511 | 9 de abril de 2024       | 164 000 (4,9%) |
| 512 | 10 de abril de 2024      | 166 000 (5,0%) |
| 513 | 11 de abril de 2024      | 135 000 (4,1%) |
| 514 | 12 de abril de 2024      | 120 000 (3,9%) |
| 515 | 15 de abril de 2024      | 190 000 (5,7%) |
| 516 | 16 de abril de 2024      | 165 000 (4,7%) |
| 517 | 17 de abril de 2024      | 185 000 (5,7%) |
| 518 | 18 de abril de 2024      | 179 000 (5,3%) |
| 519 | 19 de abril de 2024      | 150 000 (4,5%) |
| 520 | 22 de abril de 2024      | 190 000 (5,4%) |
| 521 | 23 de abril de 2024      | 164 000 (4,9%) |
| 522 | 24 de abril de 2024      | 167 000 (4,9%) |
| 523 | 25 de abril de 2024      | 186 000 (5,3%) |
| 524 | 26 de abril de 2024      | 179 000 (5,4%) |
| 525 | 29 de abril de 2024      | 173 000 (3,9%) |
| 526 | 30 de abril de 2024      | 200 000 (5,7%) |
| 527 | 2 de mayo de 2024        | 156 000 (4,6%) |
| 528 | 3 de mayo de 2024        | 159 000 (5,0%) |
| 529 | 6 de mayo de 2024        | 192 000 (5,4%) |
| 530 | 7 de mayo de 2024        | 165 000 (4,9%) |
| 531 | 8 de mayo de 2024        | 132 000 (3,9%) |
| 532 | 9 de mayo de 2024        | 170 000 (5,4%) |
| 533 | 10 de mayo de 2024       | 137 000 (4,5%) |
| 534 | 13 de mayo de 2024       | 175 000 (5,0%) |
| 535 | 14 de mayo de 2024       | 163 000 (4,6%) |
| 536 | 15 de mayo de 2024       | 189 000 (5,4%) |
| 537 | 16 de mayo de 2024       | 145 000 (4,2%) |
| 538 | 17 de mayo de 2024       | 148 000 (4,6%) |
| 539 | 20 de mayo de 2024       | 182 000 (5,2%) |
| 540 | 21 de mayo de 2024       | 162 000 (4,9%) |
| 541 | 22 de mayo de 2024       | 144 000 (4,4%) |
| 542 | 23 de mayo de 2024       | 193 000 (6,2%) |
| 543 | 24 de mayo de 2024       | 168 000 (5,2%) |
| 544 | 27 de mayo de 2024       | 173 000 (5,0%) |
| 545 | 28 de mayo de 2024       | 130 000 (4,1%) |
| 546 | 29 de mayo de 2024       | 160 000 (4,9%) |
| 547 | 30 de mayo de 2024       | 170 000 (4,7%) |
| 548 | 31 de mayo de 2024       | 126 000 (3,8%) |
| 549 | 3 de junio de 2024       | 190 000 (5,7%) |
| 550 | 4 de junio de 2024       | 171 000 (5,2%) |
| 551 | 5 de junio de 2024       | 206 000 (6,4%) |
| 552 | 6 de junio de 2024       | 135 000 (4,3%) |
| 553 | 7 de junio de 2024       | 164 000 (5,1%) |
| 554 | 10 de junio de 2024      | 187 000 (5,1%) |
| 555 | 11 de junio de 2024      | 161 000 (4,5%) |
| 556 | 12 de junio de 2024      | 204 000 (5,9%) |
| 557 | 13 de junio de 2024      | 152 000 (4,7%) |
| 558 | 14 de junio de 2024      | 145 000 (4,6%) |
| 559 | 17 de junio de 2024      | 165 000 (5,0%) |
| 560 | 18 de junio de 2024      | 144 000 (4,4%) |
| 561 | 19 de junio de 2024      | 154 000 (4,4%) |
| 562 | 20 de junio de 2024      | 135 000 (4,0%) |
| 563 | 21 de junio de 2024      | 139 000 (4,4%) |
| 564 | 24 de junio de 2024      | 162 000 (4,3%) |
| 565 | 25 de junio de 2024      | 124 000 (3,8%) |
| 566 | 26 de junio de 2024      | 147 000 (4,3%) |
| 567 | 27 de junio de 2024      | 168 000 (4,9%) |
| 568 | 28 de junio de 2024      | 142 000 (4,4%) |
| 569 | 1 de julio de 2024       | 148 000 (4,4%) |
| 570 | 2 de julio de 2024       | 128 000 (4,1%) |
| 571 | 3 de julio de 2024       | 134 000 (4,0%) |
| 572 | 4 de julio de 2024       | 152 000 (4,5%) |
| 573 | 5 de julio de 2024       | 147 000 (4,3%) |
| 574 | 8 de julio de 2024       | 162 000 (4,9%) |
| 575 | 9 de julio de 2024       | 142 000 (4,3%) |
| 576 | 10 de julio de 2024      | 167 000 (5,0%) |
| 577 | 11 de julio de 2024      | 170 000 (4,8%) |
| 578 | 12 de julio de 2024      | 132 000 (3,7%) |
| 579 | 15 de julio de 2024      | 171 000 (4,7%) |
| 580 | 16 de julio de 2024      | 152 000 (4,2%) |
| 581 | 17 de julio de 2024      | 170 000 (5,1%) |
| 582 | 18 de julio de 2024      | 144 000 (4,3%) |
| 583 | 19 de julio de 2024      | 166 000 (4,9%) |
| 584 | 22 de julio de 2024      | 178 000 (5,4%) |
| 585 | 23 de julio de 2024      | 151 000 (4,6%) |
| 586 | 24 de julio de 2024      | 145 000 (4,3%) |
| 587 | 25 de julio de 2024      | 159 000 (4,3%) |
| 588 | 26 de julio de 2024      | 175 000 (5,4%) |
| 589 | 29 de julio de 2024      | 151 000 (4,1%) |
| 590 | 30 de julio de 2024      | 170 000 (4,3%) |
| 591 | 31 de julio de 2024      | 183 000 (4,7%) |
| 592 | 1 de agosto de 2024      | 176 000 (4,7%) |
| 593 | 2 de agosto de 2024      | 176 000 (4,7%) |
| 594 | 5 de agosto de 2024      | 124 000 (3,3%) |
| 595 | 6 de agosto de 2024      | 142 000 (3,7%) |
| 596 | 7 de agosto de 2024      | 154 000 (4,1%) |
| 597 | 8 de agosto de 2024      | 134 000 (3,2%) |
| 598 | 9 de agosto de 2024      | 148 000 (3,9%) |
| 599 | 12 de agosto de 2024     | 142 000 (4,3%) |
| 600 | 13 de agosto de 2024     | 175 000 (5,4%) |
| 601 | 14 de agosto de 2024     | 148 000 (4,6%) |
| 602 | 16 de agosto de 2024     | 203 000 (6,5%) |
| 603 | 19 de agosto de 2024     | 201 000 (6,0%) |
| 604 | 20 de agosto de 2024     | 163 000 (4,9%) |
| 605 | 21 de agosto de 2024     | 152 000 (4,7%) |
| 606 | 22 de agosto de 2024     | 177 000 (5,3%) |
| 607 | 23 de agosto de 2024     | 147 000 (4,5%) |
| 608 | 26 de agosto de 2024     | 150 000 (4,7%) |
| 609 | 27 de agosto de 2024     | 135 000 (4,0%) |
| 610 | 28 de agosto de 2024     | 168 000 (5,2%) |
| 611 | 29 de agosto de 2024     | 198 000 (5,7%) |
| 612 | 30 de agosto de 2024     | 151 000 (4,7%) |

### Temporada 4 (2024-2025)
| 613 | 2 de septiembre de 2024  | 152 000 (4,7%) |
| 614 | 3 de septiembre de 2024  | 177 000 (5,1%) |
| 615 | 4 de septiembre de 2024  | 192 000 (5,3%) |
| 616 | 5 de septiembre de 2024  | 174 000 (5,3%) |
| 617 | 6 de septiembre de 2024  | 153 000 (4,8%) |
| 618 | 9 de septiembre de 2024  | 203 000 (6,0%) |
| 619 | 10 de septiembre de 2024 | 161 000 (5,0%) |
| 620 | 11 de septiembre de 2024 | 183 000 (5,4%) |
| 621 | 12 de septiembre de 2024 | 169 000 (5,2%) |
| 622 | 13 de septiembre de 2024 | 159 000 (5,4%) |
| 623 | 16 de septiembre de 2024 | 162 000 (5,3%) |
| 624 | 17 de septiembre de 2024 | 172 000 (5,7%) |
| 625 | 18 de septiembre de 2024 | 156 000 (5,1%) |
| 626 | 19 de septiembre de 2024 | 182 000 (5,6%) |
| 627 | 20 de septiembre de 2024 | 185 000 (5,9%) |
| 628 | 23 de septiembre de 2024 | 163 000 (5,1%) |
| 629 | 24 de septiembre de 2024 | 167 000 (5,3%) |
| 630 | 25 de septiembre de 2024 | 137 000 (4,4%) |
| 631 | 26 de septiembre de 2024 | 174 000 (5,3%) |
| 632 | 27 de septiembre de 2024 | 149 000 (4,8%) |
| 633 | 30 de septiembre de 2024 | 192 000 (6,0%) |
| 634 | 1 de octubre de 2024     | 199 000 (6,2%) |
| 635 | 2 de octubre de 2024     | 194 000 (5,8%) |
| 636 | 3 de octubre de 2024     | 173 000 (5,4%) |
| 637 | 4 de octubre de 2024     | 164 000 (5,4%) |
| 638 | 7 de octubre de 2024     | 183 000 (5,3%) |
| 639 | 8 de octubre de 2024     | 161 000 (4,8%) |
| 640 | 9 de octubre de 2024     | 171 000 (4,4%) |
| 641 | 10 de octubre de 2024    | 186 000 (5,7%) |
| 642 | 11 de octubre de 2024    | 200 000 (6,2%) |
| 643 | 14 de octubre de 2024    | 162 000 (4,8%) |
| 644 | 15 de octubre de 2024    | 182 000 (5,0%) |
| 645 | 16 de octubre de 2024    | 178 000 (5,0%) |
| 646 | 17 de octubre de 2024    | 189 000 (5,6%) |
| 647 | 18 de octubre de 2024    | 153 000 (4,6%) |
| 648 | 21 de octubre de 2024    | 194 000 (5,8%) |
| 649 | 22 de octubre de 2024    | 161 000 (4,9%) |
| 650 | 23 de octubre de 2024    | 173 000 (5,2%) |
| 651 | 24 de octubre de 2024    | 164 000 (5,0%) |
| 652 | 25 de octubre de 2024    | 205 000 (5,8%) |
| 653 | 28 de octubre de 2024    | 248 000 (6,6%) |
| 654 | 29 de octubre de 2024    | 253 000 (6,4%) |
| 655 | 30 de octubre de 2024    | 194 000 (5,0%) |
| 656 | 31 de octubre de 2024    | 153 000 (4,1%) |
| 657 | 4 de noviembre de 2024   | 186 000 (4,5%) |
| 658 | 5 de noviembre de 2024   | 150 000 (4,4%) |
| 659 | 6 de noviembre de 2024   | 157 000 (4,9%) |
| 660 | 7 de noviembre de 2024   | 147 000 (4,6%) |
| 661 | 8 de noviembre de 2024   | 165 000 (5,2%) |
| 662 | 11 de noviembre de 2024  | 164 000 (5,5%) |
| 663 | 12 de noviembre de 2024  | 145 000 (4,5%) |
| 664 | 13 de noviembre de 2024  | 204 000 (5,1%) |
| 665 | 14 de noviembre de 2024  | 173 000 (4,9%) |
| 666 | 15 de noviembre de 2024  | 199 000 (6,1%) |
| 667 | 18 de noviembre de 2024  | 180 000 (5,8%) |
| 668 | 19 de noviembre de 2024  | 166 000 (5,4%) |
| 669 | 20 de noviembre de 2024  | 187 000 (5,7%) |
| 670 | 21 de noviembre de 2024  | 187 000 (5,7%) |
| 671 | 22 de noviembre de 2024  | 176 000 (5,6%) |
| 672 | 25 de noviembre de 2024  | 165 000 (5,2%) |
| 673 | 26 de noviembre de 2024  | 178 000 (5,8%) |
| 674 | 27 de noviembre de 2024  | 149 000 (5,0%) |
| 675 | 28 de noviembre de 2024  | 155 000 (5,5%) |
| 676 | 29 de noviembre de 2024  | 151 000 (5,5%) |
| 677 | 2 de diciembre de 2024   | 186 000 (5,9%) |
| 678 | 3 de diciembre de 2024   | 186 000 (6,1%) |
| 679 | 4 de diciembre de 2024   | 159 000 (5,2%) |
| 680 | 5 de diciembre de 2024   | 156 000 (5,6%) |
| 681 | 9 de diciembre de 2024   | 185 000 (5,4%) |
| 682 | 10 de diciembre de 2024  | 162 000 (5,4%) |
| 683 | 11 de diciembre de 2024  | 147 000 (4,7%) |
| 684 | 12 de diciembre de 2024  | 158 000 (5,2%) |
| 685 | 13 de diciembre de 2024  | 152 000 (5,3%) |
| 686 | 16 de diciembre de 2024  | 133 000 (4,4%) |
| 687 | 17 de diciembre de 2024  | 177 000 (5,6%) |
| 688 | 18 de diciembre de 2024  | 154 000 (5,3%) |
| 689 | 19 de diciembre de 2024  | 168 000 (5,2%) |
| 690 | 20 de diciembre de 2024  | 157 000 (5,5%) |
| 691 | 23 de diciembre de 2024  | 145 000 (4,5%) |
| 692 | 24 de diciembre de 2024  | 136 000 (4,1%) |
| 693 | 26 de diciembre de 2024  | 162 000 (4,4%) |
| 694 | 27 de diciembre de 2024  | 161 000 (5,0%) |
| 695 | 30 de diciembre de 2024  | 160 000 (5,2%) |
| 696 | 31 de diciembre de 2024  | 159 000 (4,9%) |
| 697 | 2 de enero de 2025       | 134 000 (4,1%) |
| 698 | 3 de enero de 2025       | 130 000 (4,1%) |
| 699 | 7 de enero de 2025       | 176 000 (5,3%) |
| 700 | 8 de enero de 2025       | 159 000 (5,2%) |
| 701 | 9 de enero de 2025       | 160 000 (5,1%) |
| 702 | 10 de enero de 2025      | 153 000 (5,1%) |
| 703 | 13 de enero de 2025      | 166 000 (5,3%) |
| 704 | 14 de enero de 2025      | 199 000 (6,4%) |
| 705 | 15 de enero de 2025      | 196 000 (6,4%) |
| 706 | 16 de enero de 2025      | 156 000 (5,1%) |
| 707 | 17 de enero de 2025      | 153 000 (4,8%) |
| 708 | 20 de enero de 2025      | 166 000 (4,9%) |
| 709 | 21 de enero de 2025      | 168 000 (4,8%) |
| 710 | 22 de enero de 2025      | 148 000 (4,5%) |
| 711 | 23 de enero de 2025      | 157 000 (5,1%) |
| 712 | 24 de enero de 2025      | 158 000 (5,2%) |
| 713 | 27 de enero de 2025      | 192 000 (5,4%) |
| 714 | 28 de enero de 2025      | 161 000 (5,0%) |
| 715 | 29 de enero de 2025      | 192 000 (5,6%) |
| 716 | 30 de enero de 2025      | 164 000 (5,2%) |
| 717 | 31 de enero de 2025      | 137 000 (4,4%) |
| 718 | 3 de febrero de 2025     | 172 000 (5,1%) |
| 719 | 4 de febrero de 2025     | 146 000 (4,8%) |
| 720 | 5 de febrero de 2025     | 148 000 (4,8%) |
| 721 | 6 de febrero de 2025     | 150 000 (4,9%) |
| 722 | 7 de febrero de 2025     | 159 000 (5,0%) |
| 723 | 10 de febrero de 2025    | 166 000 (5,1%) |
| 724 | 11 de febrero de 2025    | 150 000 (4,7%) |
| 725 | 12 de febrero de 2025    | 159 000 (4,7%) |
| 726 | 13 de febrero de 2025    | 146 000 (4,8%) |
| 727 | 14 de febrero de 2025    | 157 000 (5,3%) |
| 728 | 17 de febrero de 2025    | 149 000 (4,9%) |
| 729 | 18 de febrero de 2025    | 139 000 (4,3%) |
| 730 | 19 de febrero de 2025    | 158 000 (5,1%) |
| 731 | 20 de febrero de 2025    | 155 000 (5,1%) |
| 732 | 21 de febrero de 2025    | 181 000 (5,7%) |
| 733 | 24 de febrero de 2025    | 182 000 (5,8%) |
| 734 | 25 de febrero de 2025    | 168 000 (5,3%) |
| 735 | 26 de febrero de 2025    | 154 000 (5,1%) |
| 736 | 27 de febrero de 2025    | 145 000 (4,7%) |
| 737 | 28 de febrero de 2025    | 186 000 (5,5%) |
| 738 | 3 de marzo de 2025       | 150 000 (4,2%) |
| 739 | 4 de marzo de 2025       | 158 000 (4,6%) |
| 740 | 5 de marzo de 2025       | 171 000 (4,7%) |
| 741 | 6 de marzo de 2025       | 150 000 (4,6%) |
| 742 | 7 de marzo de 2025       | 181 000 (5,6%) |
| 743 | 10 de marzo de 2025      | 174 000 (5,4%) |
| 744 | 11 de marzo de 2025      | 160 000 (4,7%) |
| 745 | 12 de marzo de 2025      | 189 000 (5,9%) |
| 746 | 13 de marzo de 2025      | 150 000 (4,6%) |
| 747 | 14 de marzo de 2025      | 153 000 (4,7%) |
| 748 | 17 de marzo de 2025      | 191 000 (5,5%) |
| 749 | 18 de marzo de 2025      | 206 000 (6,0%) |
| 750 | 19 de marzo de 2025      | 146 000 (4,3%) |
| 751 | 20 de marzo de 2025      | 171 000 (5,2%) |
| 752 | 21 de marzo de 2025      | 151 000 (4,7%) |
| 753 | 24 de marzo de 2025      | 193 000 (6,1%) |
| 754 | 25 de marzo de 2025      | 167 000 (5,4%) |
| 755 | 26 de marzo de 2025      | 171 000 (5,6%) |
| 756 | 27 de marzo de 2025      | 172 000 (6,0%) |
| 757 | 28 de marzo de 2025      | 150 000 (5,3%) |
| 758 | 31 de marzo de 2025      | 158 000 (5,4%) |
| 759 | 1 de abril de 2025       | 140 000 (5,0%) |
| 760 | 2 de abril de 2025       | 188 000 (6,0%) |
| 761 | 3 de abril de 2025       | 183 000 (5,4%) |
| 762 | 4 de abril de 2025       | 182 000 (5,7%) |
| 763 | 7 de abril de 2025       | 146 000 (5,1%) |
| 764 | 8 de abril de 2025       | 135 000 (4,8%) |
| 765 | 9 de abril de 2025       | 135 000 (4,8%) |
| 766 | 10 de abril de 2025      | 132 000 (4,8%) |
| 767 | 11 de abril de 2025      | 155 000 (5,0%) |
| 768 | 14 de abril de 2025      | 166 000 (5,3%) |
| 769 | 15 de abril de 2025      | 152 000 (4,9%) |
| 770 | 16 de abril de 2025      | 167 000 (5,5%) |
| 771 | 21 de abril de 2025      | 191 000 (5,2%) |
| 772 | 22 de abril de 2025      | 213 000 (6,9%) |
| 773 | 23 de abril de 2025      | 176 000 (5,9%) |
| 774 | 24 de abril de 2025      | 179 000 (6,6%) |
| 775 | 25 de abril de 2025      | 128 000 (4,7%) |
| 776 | 28 de abril de 2025      | 72 000 (4,7%)  |
| 777 | 29 de abril de 2025      | 184 000 (4,9%) |
| 778 | 30 de abril de 2025      | 150 000 (5,2%) |
| 779 | 2 de mayo de 2025        | 180 000 (5,1%) |
| 780 | 5 de mayo de 2025        | 169 000 (5,5%) |
| 781 | 6 de mayo de 2025        | 151 000 (5,1%) |
| 782 | 7 de mayo de 2025        | 181 000 (5,9%) |
| 783 | 8 de mayo de 2025        | 162 000 (5,0%) |
| 784 | 9 de mayo de 2025        | 168 000 (5,6%) |
| 785 | 12 de mayo de 2025       | 208 000 (6,9%) |
| 786 | 13 de mayo de 2025       | 175 000 (6,1%) |
| 787 | 14 de mayo de 2025       | 157 000 (5,4%) |
| 788 | 15 de mayo de 2025       | 172 000 (5,5%) |
| 789 | 16 de mayo de 2025       | 134 000 (4,8%) |
| 790 | 19 de mayo de 2025       | 168 000 (5,3%) |
| 791 | 20 de mayo de 2025       | 172 000 (5,9%) |
| 792 | 21 de mayo de 2025       | 175 000 (6,1%) |
| 793 | 22 de mayo de 2025       | 149 000 (5,1%) |
| 794 | 23 de mayo de 2025       | 116 000 (4,2%) |
| 795 | 26 de mayo de 2025       | 175 000 (5,7%) |
| 796 | 27 de mayo de 2025       | 153 000 (5,3%) |
| 797 | 28 de mayo de 2025       | 174 000 (6,1%) |
| 798 | 29 de mayo de 2025       | 153 000 (5,4%) |
| 799 | 30 de mayo de 2025       | 157 000 (5,2%) |
| 800 | 2 de junio de 2025       | 158 000 (5,3%) |
| 801 | 3 de junio de 2025       | 155 000 (5,1%) |
| 802 | 4 de junio de 2025       | 160 000 (5,4%) |
| 803 | 5 de junio de 2025       | 142 000 (5,0%) |
| 804 | 6 de junio de 2025       | 144 000 (4,9%) |
| 805 | 9 de junio de 2025       | 155 000 (5,1%) |
| 806 | 10 de junio de 2025      | 162 000 (5,6%) |
| 807 | 11 de junio de 2025      | 172 000 (6,1%) |
| 808 | 12 de junio de 2025      | 161 000 (5,6%) |
| 809 | 13 de junio de 2025      | 177 000 (5,7%) |
| 810 | 16 de junio de 2025      | 183 000 (5,6%) |
| 811 | 17 de junio de 2025      | 186 000 (6,1%) |
| 812 | 18 de junio de 2025      | 192 000 (6,0%) |
| 813 | 19 de junio de 2025      | 196 000 (6,2%) |
| 814 | 20 de junio de 2025      | 128 000 (5,8%) |
| 815 | 23 de junio de 2025      | 184 000 (5,5%) |
| 816 | 24 de junio de 2025      | 204 000 (5,7%) |
| 817 | 25 de junio de 2025      | 166 000 (5,4%) |
| 818 | 26 de junio de 2025      | 161 000 (5,5%) |
| 819 | 27 de junio de 2025      | 188 000 (6,1%) |
| 820 | 30 de junio de 2025      | 196 000 (5,7%) |
| 821 | 1 de julio de 2025       | 171 000 (5,3%) |
| 822 | 2 de julio de 2025       | 180 000 (5,6%) |
| 823 | 3 de julio de 2025       | 192 000 (6,2%) |
| 824 | 4 de julio de 2025       | 185 000 (6,3%) |
| 825 | 7 de julio de 2025       | 163 000 (5,2%) |
| 826 | 8 de julio de 2025       | 192 000 (6,4%) |
| 827 | 9 de julio de 2025       | 169 000 (5,0%) |
| 828 | 10 de julio de 2025      | 178 000 (6,0%) |
| 829 | 11 de julio de 2025      | 181 000 (6,2%) |
| 830 | 14 de julio de 2025      | 225 000 (7,0%) |
| 831 | 15 de julio de 2025      | 204 000 (7,8%) |
| 832 | 16 de julio de 2025      | 196 000 (6,2%) |
| 833 | 17 de julio de 2025      | 187 000 (6,1%) |
| 834 | 18 de julio de 2025      | 181 000 (6,1%) |
| 835 | 21 de julio de 2025      | 183 000 (6,4%) |
| 836 | 22 de julio de 2025      | 181 000 (5,9%) |
| 837 | 23 de julio de 2025      | 202 000 (6,6%) |
| 838 | 24 de julio de 2025      | 186 000 (6,6%) |
| 839 | 25 de julio de 2025      | 221 000 (7,6%) |
| 840 | 28 de julio de 2025      | 194 000 (6,1%) |
| 841 | 29 de julio de 2025      | 240 000 (8,1%) |
| 842 | 30 de julio de 2025      | 202 000 (6,8%) |
| 843 | 31 de julio de 2025      | 261 000 (8,9%) |
| 844 | 1 de agosto de 2025      | 224 000 (7,6%) |
| 845 | 4 de agosto de 2025      | 153 000 (5,1%) |
| 846 | 5 de agosto de 2025      | 168 000 (5,7%) |
| 847 | 6 de agosto de 2025      | 201 000 (6,9%) |
| 848 | 7 de agosto de 2025      | 160 000 (5,5%) |
| 849 | 8 de agosto de 2025      | 176 000 (6,1%) |
| 850 | 11 de agosto de 2025     | 187 000 (6,2%) |
| 851 | 12 de agosto de 2025     | 198 000 (6,3%) |
| 852 | 13 de agosto de 2025     | 184 000 (5,7%) |
| 853 | 14 de agosto de 2025     | 161 000 (5,3%) |
| 854 | 18 de agosto de 2025     | 208 000 (6,6%) |
| 855 | 19 de agosto de 2025     | 170 000 (5,7%) |

### Especiales
| Programas emitidos | Programas emitidos     | Programas emitidos     | Programas emitidos | Programas emitidos |
| N.º                | Título                 | Fecha de emisión       | Audiencia          |                    |
| ------------------ | ---------------------- | ---------------------- | ------------------ | ------------------ |
| 1                  | Caso Negreira          | 29 de marzo de 2023    | 368 000 (4,6%)     |                    |
| 2                  | La DANA del siglo (I)  | 4 de noviembre de 2024 | 530 000 (6,1%)     |                    |
| 3                  | La DANA del siglo (II) | 5 de noviembre de 2024 | 377 000 (4,6%)     |                    |

### Audiencias por meses
| Año  | Mes        | Audiencia    | Audiencia |
| Año  | Mes        | Espectadores | Cuota     |
| ---- | ---------- | ------------ | --------- |
| 2022 | Marzo      | 223 000      | 2,4%      |
| 2022 | Abril      | 216 000      | 2,4%      |
| 2022 | Mayo       | 186 000      | 2,2%      |
| 2022 | Junio      | 172 000      | 2,5%      |
| 2022 | Julio      | 195 000      | 3,0%      |
| 2022 | Agosto     | 194 000      | 3,0%      |
| 2022 | Septiembre | 181 000      | 2,9%      |
| 2022 | Octubre    | 181 000      | 2,9%      |
| 2022 | Noviembre  | 193 000      | 2,6%      |
| 2022 | Diciembre  | 177 000      | 2,5%      |
| 2023 | Enero      | 181 000      | 2,4%      |
| 2023 | Febrero    | 188 000      | 2,7%      |
| 2023 | Marzo      | 194 000      | 2,7%      |
| 2023 | Abril      | 177 000      | 2,5%      |
| 2023 | Mayo       | 223 000      | 3,0%      |
| 2023 | Junio      | 241 000      | 3,3%      |
| 2023 | Julio      | 239 000      | 3,4%      |
| 2023 | Agosto     | 292 000      | 4,6%      |
| 2023 | Septiembre | 231 000      | 4,2%      |
| 2023 | Octubre    | 245 000      | 4,6%      |
| 2023 | Noviembre  | 265 000      | 4,6%      |
| 2023 | Diciembre  | 252 000      | 4,6%      |
| 2024 | Enero      | 250 000      | 4,4%      |
| 2024 | Febrero    | 188 000      | 5,1%      |
| 2024 | Marzo      | 182 000      | 5,1%      |
| 2024 | Abril      | 167 000      | 4,9%      |
| 2024 | Mayo       | 161 000      | 4,8%      |
| 2024 | Junio      | 160 000      | 4,8%      |
| 2024 | Julio      | 156 000      | 4,5%      |
| 2024 | Agosto     | 160 000      | 4,7%      |
| 2024 | Septiembre | 178 000      | 5,3%      |
| 2024 | Octubre    | 184 000      | 5,3%      |
| 2024 | Noviembre  | 165 000      | 5,2%      |
| 2024 | Diciembre  | 160 000      | 5,1%      |
| 2025 | Enero      | 161 000      | 5,1%      |
| 2025 | Febrero    | 159 000      | 4,8%      |
| 2025 | Marzo      | 167 000      | 5,1%      |
| 2025 | Abril      | 159 000      | 5,3%      |
| 2025 | Mayo       | 164 000      | 5,5%      |
| 2025 | Junio      | 170 000      | 5,6%      |
| 2025 | Julio      | 210 000      | 6,4%      |
| 2025 | Agosto     | 183 000*     | 6,1%*     |